# Gezer (Kibbuz)

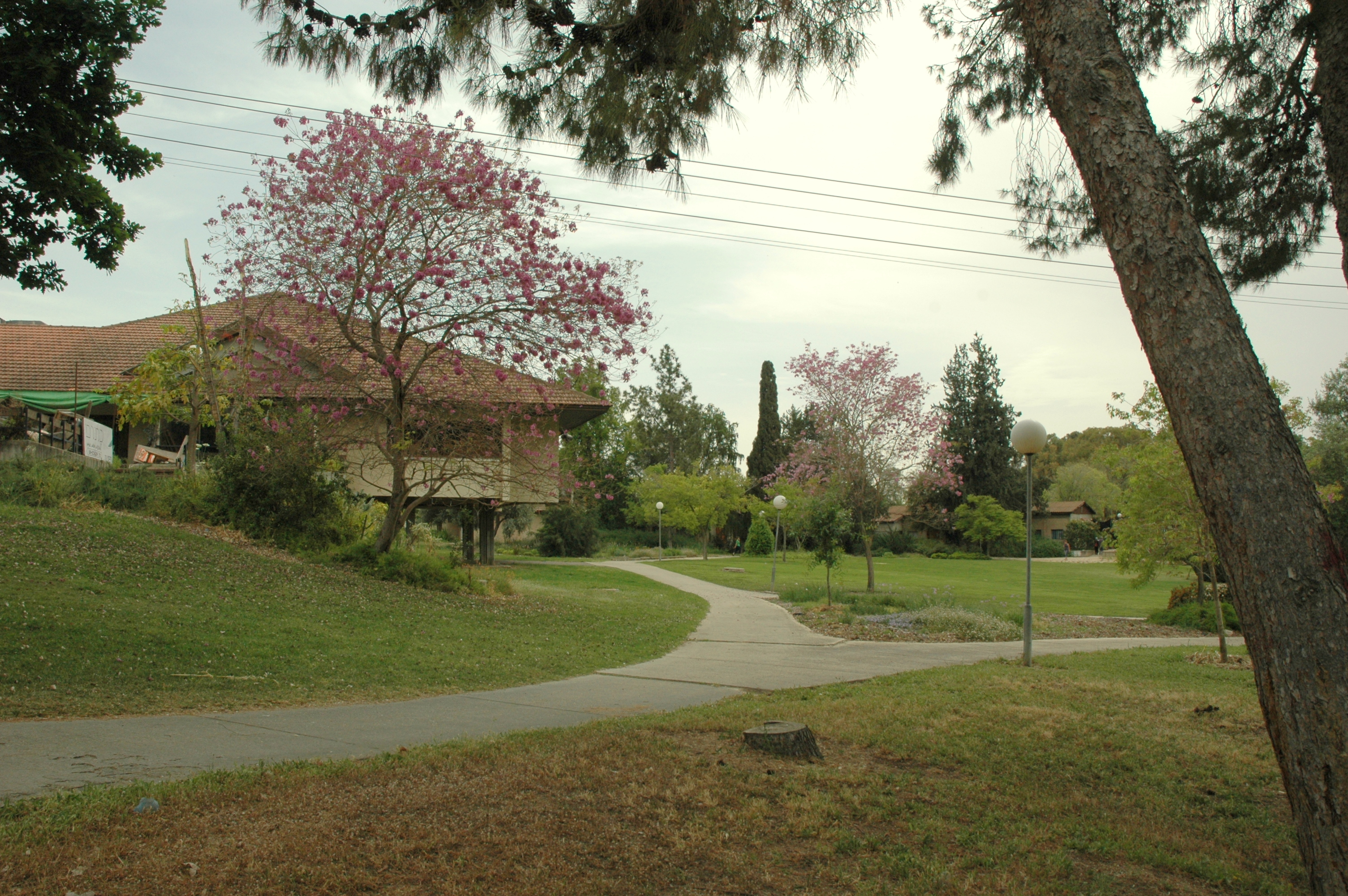
Kibbutz Gezer, Israel (2011)

Gezer (hebräisch גֶּזֶר Geser, deutsch ‚Wurzel‘, speziell auch ‚Karotte‘) ist ein Kibbuz im Zentrum von Israel. Er liegt im gleichnamigen Regionalverband zwischen Modiʿin, Ramla und Rechovot. 2019 betrug die Einwohnerzahl 287 Personen.

## Geschichte
Der Kibbuz wurde 1945 zur Zeit des Völkerbundsmandats für Palästina gegründet, auf Land, welches von der britischen zionistischen Organisation Order of Ancient Maccabeans gekauft wurde. Verkäufer waren Grundeigentümer im palästinensischen Dorf Al-Qubab.
Die europäischen Gründer, benannten den Kibbuz nach der biblischen Stadt Gezer (Joshua 21:21), die vier Kilometer südlich als Tell (archäologischer Siedlungshügel) besteht.
Während des Krieges um Israels Unabhängigkeit, wurde der Kibbuz am 10. Juni 1948 von der Arabischen Legion mit dutzenden gepanzerten Fahrzeugen angegriffen, einen Tag, nachdem die Yiftach- und Harel-Brigaden (Israelische Verteidigungsstreitkräfte) versucht hatten, Latrun einzunehmen. Gezer wurde von 68 israelischen Soldaten verteidigt, fiel aber nach vier Kampfstunden. 39 israelische und zwei arabische Soldaten kamen ums Leben. Am Abend wurde der ungesicherte Kibbuz von zwei Palmach-Einheiten wieder eingenommen.
Nach dem Krieg wurde er wieder aufgebaut, löste sich aber 1964 wegen sozialer Schwierigkeiten auf. Der heutige Kibbuz wurde am 4. Juli 1974 von nordamerikanischen Juden gegründet.
Das Kibbutz Gezer Field ist heute eines der wenigen offiziellen Baseballfelder in Israel. Das Feld wurde von Amerikanern gesponsert und 1983 in sechs Wochen errichtet. 1989 wurde eine Punkteanzeigetafel und ein Outfieldzaun für die Makkabiot-Spiele errichtet.
Seit 2014 wird im Kibbuz eine „Konferenz“ (redheads’ convention) für Rothaarige veranstaltet. Was darauf zurückgeht, dass das hebräische Wort Gezer, Wurzel bzw. auch Karotte bedeutet. Die Anzahl der Teilnehmenden musste limitiert werden, nachdem die Gefahr von Raketenangriffen die „Rothaarigen-Gemeinschaft“ beunruhigte.

## Städtepartnerschaften
- Grimma, seit 2011